# Station Audley End
Audley End is een station van National Rail in Audley End in Suffolk in Engeland. De stationsborden geven de vermelding "Audley End (for Saffron Walden)". Het station is eigendom van Network Rail en wordt beheerd door Abellio Greater Anglia. Er stoppen treinen van en naar London Liverpool Street, Stansted Airport, Cambridge en Birmingham.

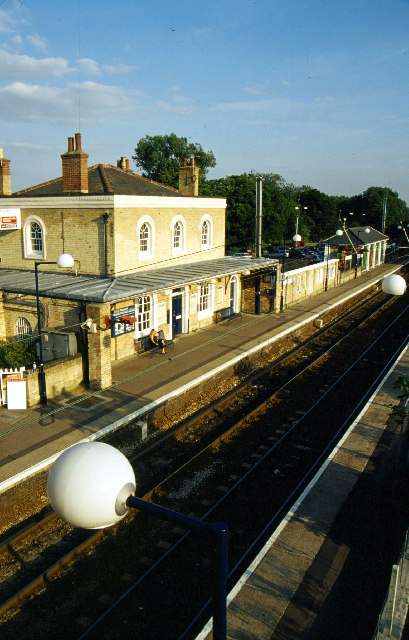
Station Audley End, perronzijde

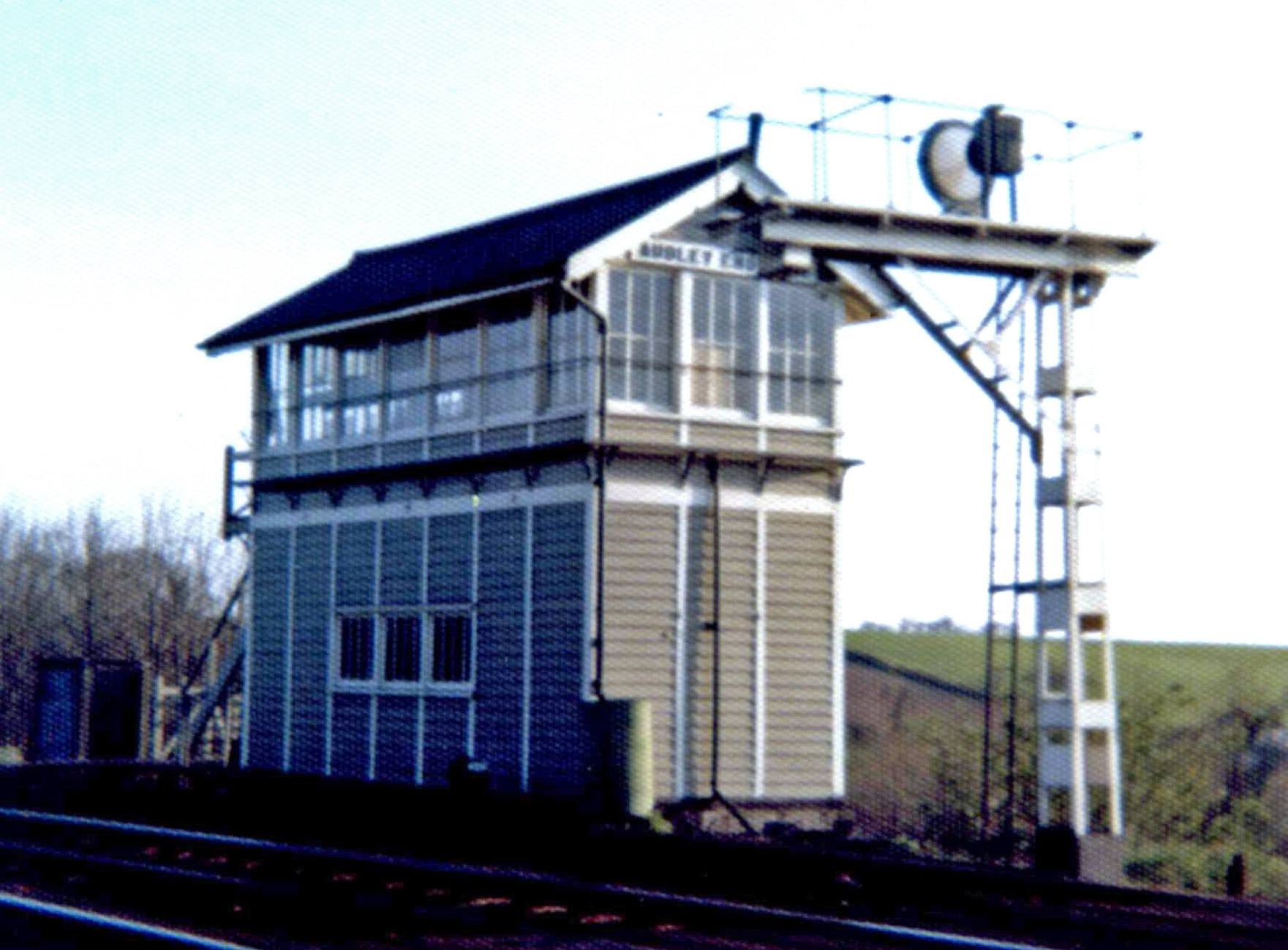
Seinhuis bij het station Audley End

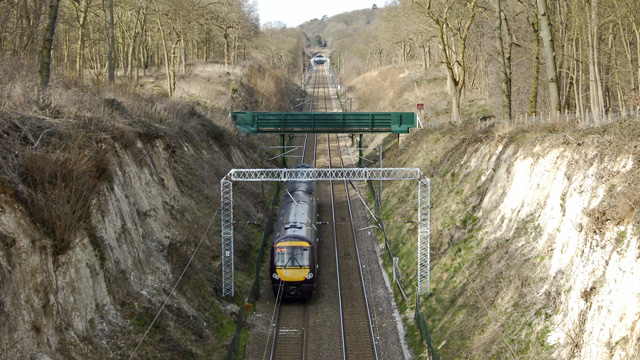
Trein nabij station Audley End